# Skarvmyrtjärnarna (Stensele socken, Lappland, 720439-156547)
Skarvmyrtjärnarna är en sjö i Storumans kommun i Lappland och ingår i Umeälvens huvudavrinningsområde. Sjön har en area på 0,092 kvadratkilometer och ligger 434,1 meter över havet.

## Delavrinningsområde
Skarvmyrtjärnarna ingår i det delavrinningsområde (720476-156679) som SMHI kallar för Mynnar i Skarvsjön. Medelhöjden är 474 meter över havet och ytan är 16,23 kvadratkilometer. Det finns inga avrinningsområden uppströms utan avrinningsområdet är högsta punkten. Vattendraget som avvattnar avrinningsområdet har biflödesordning 4, vilket innebär att vattnet flödar genom totalt 4 vattendrag innan det når havet efter 269 kilometer. Avrinningsområdet består mestadels av skog (71 procent) och sankmarker (16 procent). Avrinningsområdet har 1,06 kvadratkilometer vattenytor vilket ger det en sjöprocent på 6,5 procent.